# Гуревич, Владимир Яковлевич
Владимир Яковлевич Гуревич (род. 4 августа 1959) — украинский шахматист, гроссмейстер (1998).

## Биография
Окончил Восточноукраинский национальный университет имени Владимира Даля. 
В шахматных соревнованиях стал участвовать с начала 90-х годов. В 1998 году получил звание гроссмейстера. Выступал в 1993-2002 годах вместе с другом, Александром Шнейдером за местную клубную команду на чемпионате Европы по клубам. В 1990-е годы клуб «Донбасс» из Алчевска был одним из самых сильных в Украине (Гуревич в его составе семь раз становился чемпионом страны).
Владимир Гуревич одержал множество побед на различных турнирах.
В последние годы Владимир Гуревич живёт в Германии, тренирует детей во Франкфурте, в Maccabi Yogend Club.
Гроссмейстер Гуревич продолжает успешные выступления в клубном чемпионате Германии.
| Графики недоступны из-за технических проблем. См. информацию на Фабрикаторе и на mediawiki.org. |